# Domenico Quaglio el Jove
Domenico Quaglio el Jove   (Múnic, 1 de gener de 1787 - Castell de Hohenschwangau, 9 d'abril de 1837) fou un pintor, gravador, escenògraf, i arquitecte alemany. Fou el segon fill de Giuseppe Quaglio i part del llinatge Quaglio d'artistes italians, amb gran prestigi en arquitectura, decoració d'interiors amb frescos, i escenografia pels teatres de cort. Va ser conegut com a paisatgista i pintor arquitectònic, inclosa la quadratura.

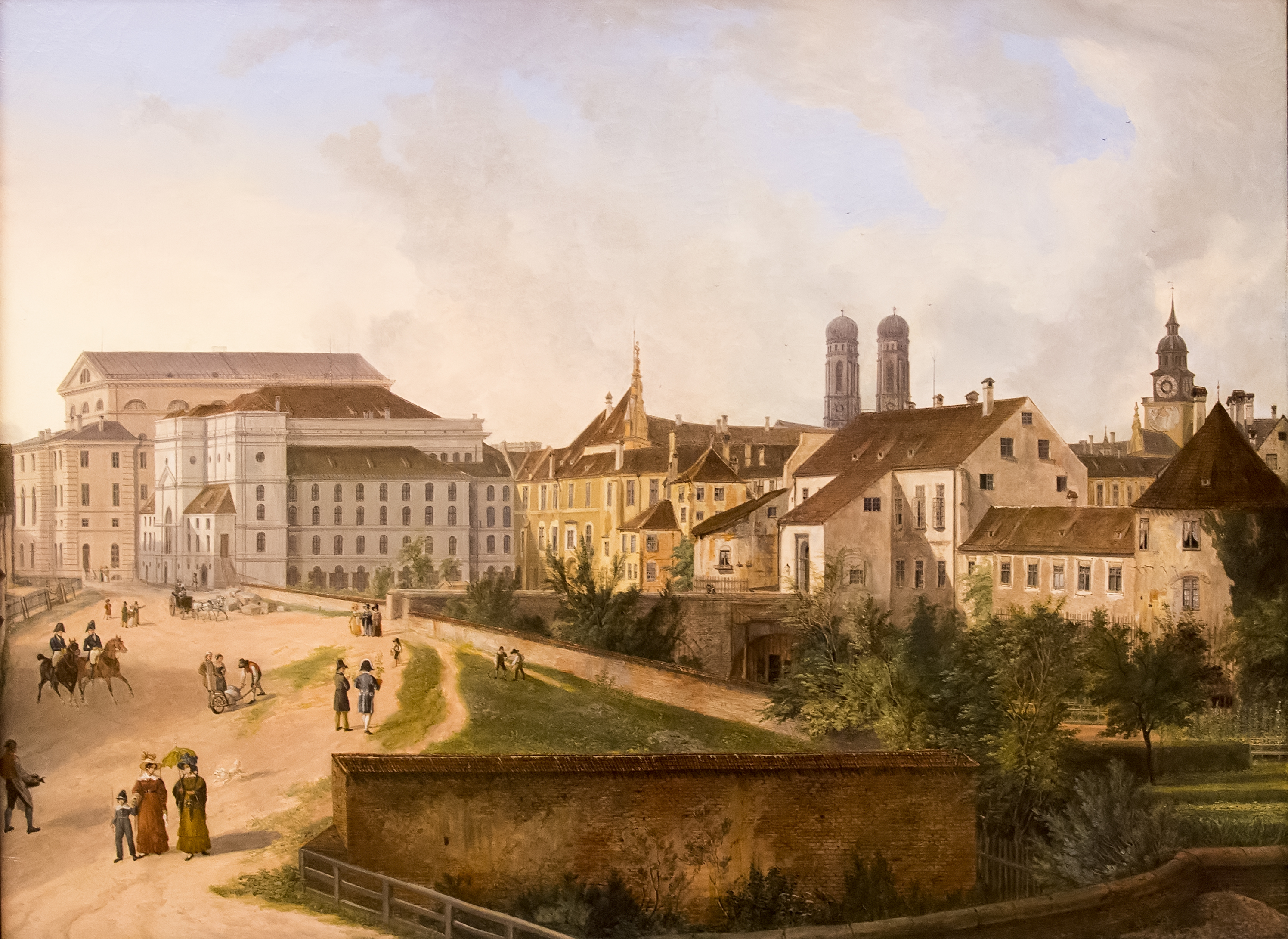
La Residenz (1827), Neue Pinakothek

Va néixer a Múnic. Va aprendre perspectiva i disseny d'escenaris del seu pare, i gravat de Mettenleiter i Karl Hess. El 1819 va deixar l'ocupació de pintor d'escenaris, i es va ocupar només de l'arquitectura, i va rebre encàrrecs dels Països Baixos, Itàlia, França, i Anglaterra. Com a arquitecte al càrrec, Domenico Quaglio fou responsable de l'estil neogòtic del disseny exterior del castell de Hohenschwangau, residència d'estiu del rei Maximilià II de Baviera, fill de Lluís I de Baviera i pare de Lluís II de Baviera. Quaglio morí a Hohenschwangau el 1837.